# 에바 아무리
에바 아무리(Eva Amurri, 1985년 3월 15일~)는 미국의 배우이다.

## 출연 작품

### 영화
- 밥 로버츠 (1992)
- 데드 맨 워킹 (1995)
- 여기보다 어딘가에 (1999)
- 와일드 클럽 (2002)
- 세이브드 (2004)
- 인 블룸 (2007)
- 찰리 뱅스의 교육 (2007, The Education of Charlie Banks)
- 뉴욕, 아이 러브 유 (2008)
- 미들 오브 노웨어 (2008)
- 애니멀스 (2008, Animals)
- Isolation (2011)
- 댓츠 마이 보이 (2012)
- 스태그 (2013)
- AmeriQua (2013)
- 세상의 모든 엄마와 딸들 (2016, Mothers and Daughters)

### 텔레비전
- 프렌즈 (2001)
- 캘리포니케이션 (2009)